# 顾从礼
顾从礼（1508年—1588年），字汝由，號小川，祖籍松江府青浦县崧泽里（今青浦區赵巷镇崧泽村），活躍於明朝正德至万历年间。明朝官員。

## 先祖
顾氏先祖原本在青浦县一帶定居，後來來到上海县縣城一帶定居。
顾从礼的曾祖父顾英是明朝天顺三年（1459年）举人，當過广西府同知、广南府知府。父亲顧定芳（1489年-1554年），字世安，號東川，為陸深之表弟，嘉靖朝時召拜為太醫院御醫，生有二子顧從禮、顧從義。

## 生平
顾从礼在嘉靖二十三年（1544年）任试中书舍人，二十四年正月实授，二月任《大明会典》謄録官，升太仆寺右寺丞，穆宗隆庆元年（1567年）四月以重录《永乐大典》完成，升光禄寺少卿，加賜四品服色。
顾从礼和其父在客居南京時一度資助過夏言，夏言被殺後，顾从礼參與收尸埋葬。嘉靖年间，上海县由於經常被倭寇侵扰，顾从礼上奏朝廷希望朝廷給上海縣筑城（上海城墙），並且親自捐糧食用來建造小南门城墙。萬曆元年（1573年）青浦縣恢復建縣後，顾从礼將自己位於青浦的一些土地捐出來用來建造青浦县县衙。
長子顧九疇，國子生。次子顧九錫，國子生，徐階女婿。

## 遺體
1993年4月16日，顧從禮尸體在上海斜橋地區的打浦路一帶出土。出土时尸体完整，臉上有鬍鬚，身穿官服，頭戴官帽，手拿折扇，皮肤黄白，关节可以活动。尸體出土後保存在上海自然博物館。